# Oxyrhachis vetusta
Oxyrhachis vetusta är en insektsart som beskrevs av Walker. Oxyrhachis vetusta ingår i släktet Oxyrhachis och familjen hornstritar. Inga underarter finns listade i Catalogue of Life.